# 利伯蒂鎮區 (堪薩斯州科菲縣)
利伯蒂鎮區（英語：Liberty Township）為美國堪薩斯州科菲縣轄下的鎮區。2010年美国人口普查中該鎮區人口有555人。

## 地理
利伯蒂鎮區涵蓋面積187.19平方（72.27平方英里），境內的城市有格里德利。

### 墓園
根據美國地質調查局的資料，此鎮區擁有4座墓園：
- 教廷墓園（Apostolic Cemetery）
- 費爾霍普墓園（Fairhope Cemetery）
- 格里德利墓園（Gridley Cemetery）
- 蒂徹特墓園（Teachout Cemetery）

### 溪流
通過此鎮區的溪流有：
- Dinner溪
- Varvel溪

## 人口統計
根據2010年美國人口普查，利伯蒂鎮區人口有555人，住房279戶，人口密度為2.96人/每平方公里。此鎮區居民之種族中，白人佔96.4%，非裔美國人佔0.54%，美洲原住民佔0.19%，亞裔美國人佔0.54%，太平洋島裔美國人佔0%，其他種族佔0.18%，混血種族則佔2.16%。而西班牙裔或拉丁裔美國人佔此鎮區人口的0.54%。

## 外部連結
- City-Data.com（页面存档备份，存于）